# Поморская бухта
Помо́рская бу́хта, Помера́нская бу́хта (пол. Zatoka Pomorska, нем. Pommersche Bucht, кашуб. Pòmòrskô Hôwinga) — залив в южной части Балтийского моря у берегов Польши и Германии.
Южной границей бухты служат острова Узедом и Волин, отделяющие от Балтийского моря Щецинский залив. Северной границей является линия, проведённая от мыса Аркона на острове Рюген на западе до маяка в расположенной восточнее Колобжега деревне Гонски (гмина Мельно) на востоке.
Максимальная глубина в бухте — 20 м. Бухту пересекает несколько искусственно углублённых судоходных каналов, позволяющих крупным судам достигать Свиноуйсьце и Щецина.
Основные порты на побережье: Щецин, Свиноуйсьце, Колобжег, Дзивнув, Узедом, Вольгаст.